# Chaumesnil
Chaumesnil é uma comuna francesa na região administrativa de Grande Leste, no departamento de Aube. Estende-se por uma área de 11,07 km². Em 2010 a comuna tinha 105 habitantes (densidade: 9,5 hab./km²).